# 池田不二男

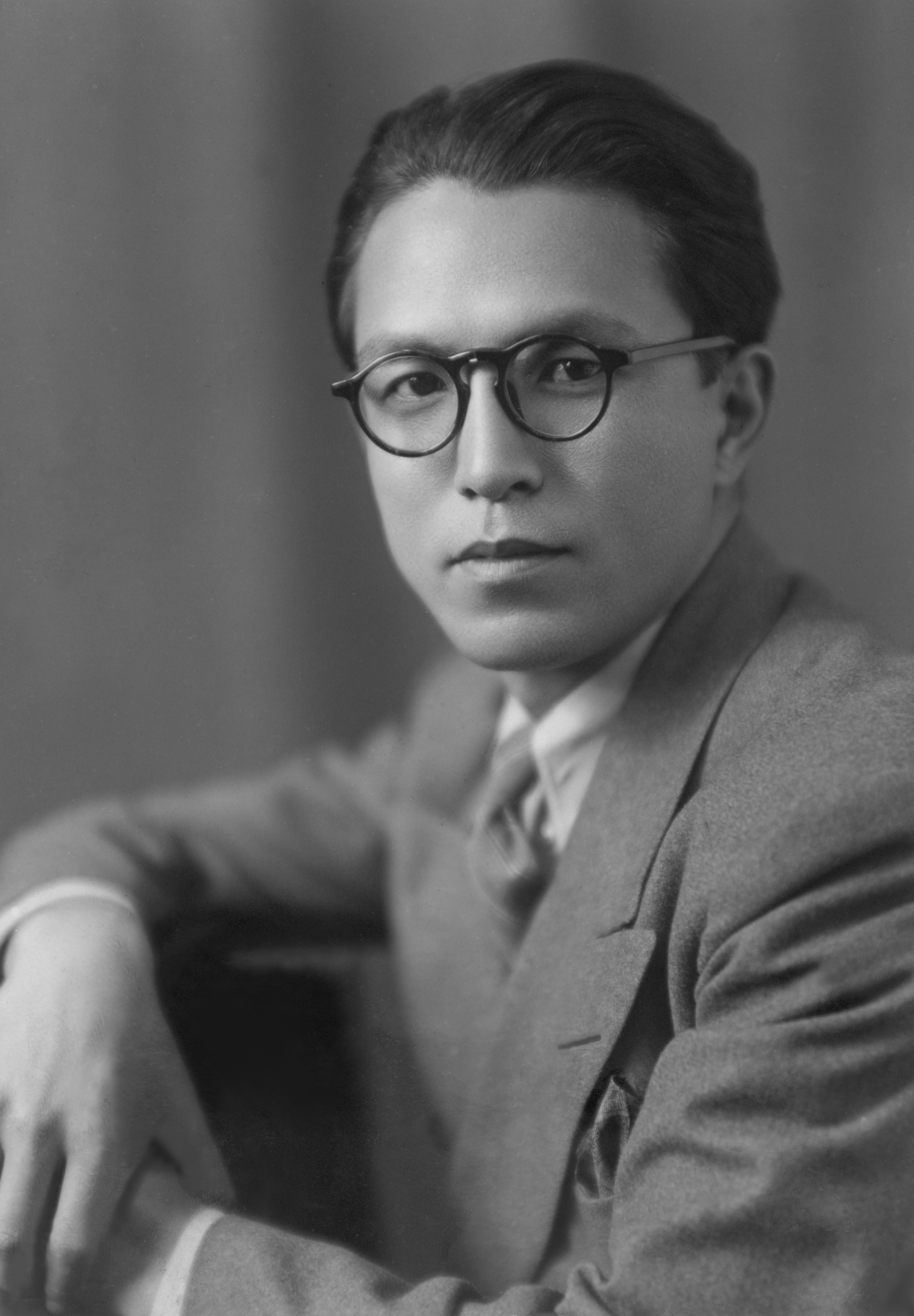
池田不二男

池田 不二男（いけだ ふじお、1905年（明治38年）8月8日-1943年（昭和18年）11月27日）は昭和初期の音楽ディレクター、作曲家。38歳で亡くなるまでの僅かな期間であったが、戦前の日本歌謡史に残る抒情的な佳曲を多数残した。その作風はクラシックや海外の音楽を積極的に取り入れたものであり、ワルツやタンゴを好み、編曲も自らによるものが多い。ペンネームは原野為二、金子史郎、池上敏夫などがある。

## 経歴
1905年（明治38年）8月8日、佐賀県に生まれる。祖父は佐賀（鍋島）藩医の池田陽雲、父は蘭学者・医者・技術者の池田陽一。
佐賀県立佐賀中学校（現：佐賀西高等学校）を卒業し上京、東京高等音楽学院（現：国立音楽大学）にて矢田部勁吉、片山禎太郎に師事し、声楽を専攻。1930年（昭和5年）本科声学部を卒業後、銀座の小野ピアノの二階にあったパーロホンレコード（イリス商会パーロホン部）の文芸部に、ディレクター兼作曲家として入社。1933年（昭和8年）、パーロホンがコロムビアに吸収合併されると同時に、コロムビアの専属作曲家兼ディレクターとなる。
「幌馬車の唄」「片瀬波」「並木の雨」「あなたのあたし」「雨に咲く花」「花言葉の唄」等のヒット曲を放ち、1943年（昭和18年）11月27日結核のため死去。享年38。

## エピソード
もとはクラシックの道を志したが、それでは食べられず流行歌の製作に打ち込んだ。作曲・編曲、プロデュース業の傍ら、余暇を割いてバス歌手としてオペラなどにも出演していた。また、ユーモアに溢れ、ある時既存の楽曲の譜面を逆さに裏返して読んだメロディーをモチーフにして作曲を試みたという逸話がある（後述）。池田自身のアレンジによる「並木の雨」「雨に咲く花」は、和製タンゴの名作と呼ばれ、ワルツの「花言葉の唄」（編曲：仁木他喜雄）は流行歌のクラシックと称され今でも歌い継がれている。
ペンネームは原野為二、金子史郎、池上敏夫などがある。”原野為二”は「腹の為に」（食うために）をもじったものであり、”金子史郎”は「金拵う」の意味である。こういう自嘲的な変名を愉快がって使った。”原野為二”の名付け親とされる作詞家の奥山靉（あい）は、レコードの仕事は飯を食うことにあるからだと記している。”池上敏夫”は、歌手・松平晃がポリドールなどで歌った頃に用いたペンネームを、池田が同窓（後述）のよしみで借用したといわれる。”金子史郎”は、気心の知れた仲であり池田が信頼していた作曲家の飯田信夫らもこの名を用いていたという。
パーロホン～コロムビア時代を通して池田はディレクター兼作曲家であったが、自分の作品に関しては、自らが担当しないことを貫いた。戦前の流行歌は、作曲家の古賀政男、江口夜詩の2人を軸に展開していくが、池田はそれに伍する作曲家であったと同時に、ディレクターとしても有能で、作曲家の服部良一を見いだしたとされる。また、北海道・函館で新聞社の社会部長をしながら文筆活動をしていた作詞家、高橋掬太郎を上京させたのも池田の熱意だった。
しかしコロムビアに入社して５年目の1938年（昭和13年）、過労から肺を患い、療養のため父が経営する福岡市極楽寺町の池田病院に入院。病床を見舞った作詞家 藤浦洸は、その時の池田について「帰る時握手をしたら『消毒して下さいよ』と悲しそうに言った。」と記している。高橋掬太郎は「私たちは、朝に夕に好漢池チャンの再起を祈念したのであったが、その甲斐なく、十八年の十一月、彼は38歳で、不帰の客となった。～岡田時彦に似た彼の好ましい風貌は、いまもつねに私の瞼にうかぶ。そして再び逢ふことの出来ない彼であることに、私は限りない悲しみおぼえ、せつなさを感じ、ともすれば胸が熱くなる。」と記した。

## 代表作品・年代
「幌馬車の唄」
1932年（昭和7年）パーロホン発売の「幌馬車の唄」（作詞：山田としを、作曲・編曲：原野為二）を歌った和田春子（渡辺光子）とは東京高等音楽学院の同級であった。作詞の山田としをとは、西條八十門下の寺下辰夫のペンネームである。1936年（昭和11年）にもミス・コロムビアと桜井健二の歌でコロムビアから同曲が発売されているが、こちらは当時世界的に名の知れたフランスのアレクサンダーダンス管弦楽団へ譜面を送り、フランスでレコーディング（手風琴：モーリス・アレクサンダー）してもらったものに、日本で歌をかぶせたもので、カラオケでレコーディングする世界初のものであったという。「幌馬車の唄」は、日本統治時代の台湾にも伝わり、1930年代に流行した。侯孝賢監督の台湾映画「悲情城市」（1989年ベネチア映画祭グランプリ受賞映画）の中で、死に赴くに際し歌った別れの歌として、獄中での合唱シーンがある。
「片瀬波」
作曲家として池田の名が最も知られることになったのは、パーロホン時代に高橋掬太郎に依頼した「片瀬波」（作詞：高橋掬太郎、作曲・編曲：池上敏夫）1933年（昭和8年４月）であり、当時コロムビアから「酒は涙か溜め息か」1931年（昭和6年）（作曲：古賀政男、歌：藤山一郎）の大ヒット曲で作詞家デビューを果たした高橋の才能に惚れ込み、一緒に仕事をしたいと、高橋の上京を熱心に勧める手紙を度々送っている。当時の手紙の中で池田は「『片瀬波』はちょいと良きものだと思ふんだけれど、会社では大したことがないと思ふのか、B面につけてしまった。」とこぼしていたが、結果はA面の「美はしの春」よりも「片瀬波」のほうが有名になった。高橋掬太郎は後に「彼の手紙は、その書体にもその文体にも、独特の趣きがあって、私はその一信毎に、どんなに魅力を感じたか知れない。ふたりは仕事上の仲間であったが、ふたりの友情は、つねに仕事を超越し、しかも仕事の上において一層しっかりと結ばれていた。」と記している。
「並木の雨」「雨に咲く花」
1933年（昭和8年）夏、パーロホンが吸収されコロムビアに移った池田は、すぐにいくつかの作品を発表したが、どれもあまり評判にならなかった。当時のことを、「迎へられた条件は悪くないけれど、まだ何んとなく周囲の空気に親しめないでいる。」と池田は高橋への手紙に記している。1933年（昭和8年）10月高橋が上京。すると、1934年（昭和9年）の「並木の雨」（作詞：高橋掬太郎、作曲・編曲：原野為二、歌：ミス・コロムビア）や、1935年（昭和10年）の「雨に咲く花」（作詞：高橋掬太郎、作曲・編曲：池田不二男、歌：関種子）（新興映画「突破無電」主題歌）などのヒット曲が次々と生まれた。高橋掬太郎は当時の事をこう記している。「私の胸底に最もなつかしく浮かぶのは池田不二男の面影…私の作詞を特に好んで作曲してくれた。実に抒情的ないい曲を作った男…彼のために詩を作ることを無上の歓びとし…」「彼はその頃自由ヶ丘に住んでいた。私は殆ど日曜毎にその家を訪ね、詩想を語り、また彼の新作の曲を聴かせて貰ふのを愉しみにした。私はその頃蒲田の志茂田町でアパート住ひをしていたが、その狭い一室へ彼も時々訪ねて来てくれた。」
しかしこの後、日中が戦争への様相を是して行く中、次第に人気を得ていた「雨に咲く花」は内務省の検閲係から時局にそぐわないとされ、発売禁止となる。それを受け、1937年（昭和12年）支那事変中に、同じ高橋菊太郎により歌詞をホームソング調に書き換えた「日暮の窓で」（歌：淡谷のり子）が翌年再発売されている。歌手の東海林太郎は、この曲のメロディーの原曲は、ウォッカの箱に印刷されていたロシア民謡であると話している。1960年（昭和35年）、「雨に咲く花」は井上ひろしの歌で再びヒットし、「並木の雨」とともにリバイバルブームのはしりとなった。1990年（平成2年）のアメリカ映画（20世紀FOX）アラン・パーカー監督「愛と哀しみの旅路 (COME SEE THE PARADISE)」では、この「雨に咲く花」と、1933年（昭和8年）の「恋の鳥」（作詞：久米正雄、作曲・編曲：原野為二、歌：荘司史郎=東海林太郎）が挿入歌となっている。
「あなたのあたし」
「あなたのあたし」（作詞：山崎謙太郎、作曲：原野為二、編曲：仁木他喜雄、歌：杉狂児、市川春代、松平晃）は、1934年（昭和9年）の日活映画「花嫁日記」の主題歌としてヒットした。池田は当時流行していたドイツ映画「会議は踊る」の主題歌の楽譜からヒントを得て、この曲を作ったと言われる。「『ちょっと、ちょっと』と彼は私を窓ぎわに引っぱって行った。そしてこの楽譜を裏向けにして、ピッタリと窓ガラスにくっつけて、『ほら、これをよんでご覧なさい。”あの日から　あの日から　あなたのあたしよ”と歌えるでしょう。』と自分の作った曲を歌った。まさか音符がその通りになるわけではないが～自分で言ってにやにやと笑うところがなんとも好感を持てた。」と、コロムビアの作詞家 藤浦洸は振り返っている。この曲は当時フランスでもリュシエンヌ・ボアイエが仏訳して、一流オーケストラによる録音をしている。
「花言葉の唄」
1936年（昭和11年）新興キネマ「初恋日記」の挿入歌「花言葉の唄」（作詞：西條八十、作曲：池田不二男、編曲：仁木他喜雄、歌：松平晃、伏見信子）は、当時コロムビアに再入社した西條八十が歌詞を手がけており、映画撮影中に急遽１曲必要になったと池田から頼まれ、大急ぎで作詞したものだという。「咲いたらあげましょあの人に」のフレーズは、ちょっとした流行語になる程ヒットした。編曲の仁木他喜雄は、池田の作品を含め多くの楽曲の編曲を担当しており、池田は仁木と最も気が合い、仁木を深く信頼していたという。また、6歳年下で「花言葉の唄」を歌ったコロムビアの花形歌手、松平晃とは旧制佐賀中学の同窓であり、親友であり、作曲家と歌手の間柄であった。松平晃は特にこの曲を好み、1961年（昭和36年）の松平の葬儀では、参列者がこの歌を斉唱し見送っている。池田は、同窓の友であったためか、歌手の中では松平晃を一番愛していたという。これが池田の最後のヒット曲となった。

## その他
2007年（平成19年）、財団法人古賀政男音楽文化振興財団により古賀政男音楽博物館内「大衆音楽の殿堂」に顕彰され、池田不二男の資料展示及びその業績が紹介された。

## 主な作品
- 「幌馬車の唄」　山田としを 作詞／原野為二 作曲・編曲／歌：和田春子　1932年（昭和7年）
- 「想い出の丘」　寺下辰夫 作詞／原野為二 作曲・編曲／歌：山田道夫　1932年（昭和7年）
- 「片瀬波」　高橋掬太郎 作詞／池上敏夫 作曲・編曲／歌：松山時夫　1933年（昭和8年）
- 「恋しぐれ」　畑喜代司 作詞／原野為二 作曲／歌：荘司三郎　1933年（昭和8年）（菊池寛 原作 松竹映画「結婚街道」主題歌）
- 「スキーソング」　酒井良夫 作詞／原野為二 作曲／歌：柳沢和彦　1933年（昭和8年）
- 「恋の鳥」　久米正雄 作詞／原野為二 作曲・編曲／歌：荘司史郎　1933年（昭和8年）（久米正雄 原作 松竹映画「沈丁花」挿入歌）
- 「青春街の唄」　西巻春之助 作詞／池田不二男 作曲／奥山貞吉 編曲／歌：藤本二三吉　1933年（昭和8年）（宮本幹也 原作　新興キネマ「青春街」主題歌）
- 「青い小径」　高橋掬太郎 作詞／原野為二 作曲／仁木他喜雄 編曲／歌：淡谷のり子　1934年（昭和9年）
- 「浜の乙女」　久保田宵二 作詞／原野為二 作曲・編曲／歌：小沢芳子　1934年（昭和9年）
- 「並木の雨」　高橋掬太郎 作詞／原野為二 作曲・編曲／歌：ミス・コロムビア　1934年（昭和9年）
- 「あなたのあたし」　山崎謙太郎 作詞／原野為二 作曲／仁木他喜雄 編曲／歌：杉狂児、市川春代、松平晃　1934年（昭和9年）（日活映画「花嫁日記」主題歌）
- 「いつも陽気で」　西岡水朗 作詞／原野為二 作曲／仁木他喜雄 編曲／歌：松平晃　1934年（昭和9年）（日活映画「花嫁日記」挿入歌）
- 「一つの貞操」　坪内士行 作詞／原野為二 作曲／仁木他喜雄 編曲／歌：ミス・コロムビア　1935年（昭和10年）（吉屋信子 原作　松竹映画「一つの貞操」主題歌）
- 「別れ来て」　高橋掬太郎 作詞／原野為二 作曲／仁木他喜雄 編曲／歌：伊藤久男　1935年（昭和10年）
- 「さらば鴎よ」　高橋掬太郎 作詞／原野為二 作曲・編曲／歌：高田稔　1935年（昭和10年）（新興映画「突破無電」主題歌）
- 「雨に咲く花」　高橋掬太郎 作詞／池田不二男 作曲・編曲／歌：関種子　1935年（昭和10年）（新興映画「突破無電」主題歌B面）
- 「花言葉の唄」　西條八十 作詞／池田不二男 作曲／仁木他喜雄 編曲／歌：松平晃、伏見信子　1936年（昭和11年）（新興キネマ「初恋日記」挿入歌）
- 「七里ケ浜」　高橋掬太郎 作詞／池田不二男 作曲／奥山貞吉 編曲／歌：高田稔　1936年（昭和11年）
- 「東京セレナーデ」　久保田宵二 作詞／池田不二男 作曲／仁木他喜雄 編曲／歌：二葉あき子　1937年（昭和12年）
- 「愛のささやき」　西條八十 作詞／池田不二男 作曲／奥山貞吉 編曲／歌：松平晃　1937年（昭和12年）
- 「可愛いあなた」　高橋掬太郎 作詞／池田不二男 作曲／仁木他喜雄 編曲／歌：由利あけみ　1937年（昭和12年）（菊池寛 原作　PCL映画「日本女性読本」主題歌）
- 「日暮の窓で」　高橋掬太郎 作詞／池田不二男 作曲／仁木他喜雄 編曲／歌：淡谷のり子　1938年（昭和13年）

他